# Лопіно (Ленінградська область)
Лопіно (рос. Лопино) — присілок у Волховському районі Ленінградської області Російської Федерації.
Населення становить 13 осіб. Належить до муніципального утворення Староладозьке сільське поселення.

## Історія
Згідно із законом № 56-оз від 6 вересня 2004 року належить до муніципального утворення Староладозьке сільське поселення.

## Населення
| 2007 | 2010 | 2017 |
| ---- | ---- | ---- |
| 15   | ↗16  | ↘13  |

## Люди
В селі народився Максимов Василь Максимович (1844—1911) — російський живописець.